# ジョニー・カジミア
ジョニー・カジミア（Johnny Kashmere，1978年11月6日 - ）―本名：ジョン・カジミア―(John Kashmere)は、アメリカ合衆国出身のプロレスラーである。

## 歴史
ゲイリー・ウォルフとアンソニー・デュランテによる『ピットブルズ』というタッグからの訓練を受けたうえで、1999年にプロレスラーとしてデビュー。 そしてこの年の7月にコンバット・ゾーン・レスリング(CZW)のマットにデビューしてからというもの、長きにわたってCZWを舞台に活動してきた。
そのCZWが大日本プロレスとの抗争を展開した2000年代の初頭にあっては、いわゆるCZW軍の一員として日本を舞台に活躍。この時期に大日本プロレスのマットを舞台に対戦した相手には、トレント・アシッド、MEN'Sテイオー、葛西純、関本大介、『神風』、保坂秀樹、伊東竜二が含まれ、タッグを組んだ相手には、ジャスティス・ペイン、トレント・アシッド、葛西純が含まれる。 2001年には横浜の地で大日本プロレスのジュニアヘビー級王座を獲得した。
トレント・アシッドと結成した『バックシート・ボーイズ』というタッグの活躍には目覚しいものがあり、1999年にイースト・コースト・レスリング・アソシエーションのタッグ王座を獲得してからというもの、2000年から2003年に掛けて、ニュージャージー〜横浜〜フィラデルフィアを舞台に4度にわたってCZWのタッグ王座を奪取。 2003年の9月には更にリング・オブ・オーナーのタッグ王座を獲得している。
2004年にはプロレスリング・アンプラグドというプロレス団体をフィラデルフィアの地に創立。この団体の設立の背景には、CZWとの―そしてその所有者たるジョン・ザンディグとの確執が絡んでいたという。

## タイトル歴
ACW
- ACWタッグ王座

w/トレント・アシッド : 1回
CZW
- CZW世界タッグ王座

w/ロビー・ミレノ : 1回
w/トレント・アシッド : 4回
大日本プロレス
- BJW認定ジュニアヘビー級王座 : 1回

ECWA
- ECWA世界タッグ王

w/トレント・アシッド : 1回
Hardway Wrestling
- HWタッグ王座

w/トレント・アシッド : 3回
JAPW
- JAPW世界タッグ王座

w/トレント・アシッド : 2回
NCW
- NCWタッグ王座

w/トレント・アシッド : 1回
PCW
- PCWタッグ王座

w/トレント・アシッド : 1回
ROH
- ROH世界タッグ王座

w/トレント・アシッド : 1回
POW
- POWヘビー級王座 : 1回

PWF
- PWFヘビー級王座 : 2回

## 得意技
- キン肉バスター
- フルネルソンスラム
- フロッグスプラッシュ
- スピアー
- スプリングボード式ムーンサルトプレス
- ランニングパワーボム